# Shane Douglas
Troy Shane Martin (New Brighton (Pennsylvania), 21 november 1964), beter bekend als Shane Douglas, is een Amerikaans promotor en professioneel worstelaar die vooral bekend is van zijn tijd bij Extreme Championship Wrestling (ECW), World Championship Wrestling (WCW), World Wrestling Federation (WWF) en Total Nonstop Action Wrestling (TNA).

## In worstelen
- Finishers
  - Belly to belly suplex
  - Franchiser
  - Pittsburgh Plunge (ECW / WCW / TNA)

- Signature moves
  - Diving crossbody
  - Dropkick
  - High knee strike
  - Inverted atomic drop
  - Inverted suplex slam
  - Neckbreaker
  - Neck snap
  - Piledriver
  - Release powerbomb
  - Shoot kick
  - Swinging neckbreaker

- Managers en valets
  - Lizzy Borden
  - Traci Brooks
  - Fallen Angel
  - Francine
  - Paul Heyman
  - Sherri Martel
  - James Mitchell
  - Torrie Wilson

- Bijnaam
  - "The Franchise"

## Prestaties
- Border City Wrestling
  - BCW Can-Am Heavyweight Championship (1 keer)

- Eastern Championship Wrestling / Extreme Championship Wrestling
  - ECW World Heavyweight Championship (4 keer)
  - ECW World Television Championship (2 keer)

- Major League Wrestling
  - MLW Heavyweight Championship (1 keer)

- National Wrestling Alliance
  - NWA World Heavyweight Championship (1 keer)

- Pro Wrestling Xpress
  - PWX Heavyweight Championship (1 keer)

- Southeastern Championship Wrestling
  - NWA Southeastern Continental Tag Team Championship (1 keer met Lord Humongous)

- Superstar Wrestling Federation
  - SWF Heavyweight Championship (1 keer)

- USA Pro Wrestling
  - USA Pro Wrestling Heavyweight Championship (1 keer)

- Universal Wrestling Federation
  - UWF World Television Championship (1 keer)

- World Championship Wrestling
  - WCW United States Heavyweight Championship (1 keer)
  - WCW World Tag Team Championship (2 keer; 1x met Ricky Steamboat en 1x met Buff Bagwell)

- World Wrestling Federation
  - WWF Intercontinental Championship (1 keer)

- Xtreme Pro Wrestling
  - XPW World Heavyweight Championship (1 keer)